# Rober Correa
Roberto Antonio Correa Silva (* 29. September 1992 in Badajoz) ist ein spanischer Fußballspieler. Seit 2017 spielt er für den FC Cádiz in der spanischen zweiten Liga.

## Karriere
Correa begann seine Karriere bei Rayo Vallecano. 2011 spielte er erstmals für Rayo Vallecano B. Sein Profidebüt für die Profis gab er am 35. Spieltag 2011/12 gegen Sporting Gijón. 2013 wechselte er zu Espanyol Barcelona.